# Rocca di Sassocorvaro
La Rocca Ubaldinesca è una fortificazione dell'epoca rinascimentale di Sassocorvaro, nel comune di Sassocorvaro Auditore, in provincia di Pesaro e Urbino, nel Montefeltro. È situata al centro del borgo, posto su un colle che domina la valle del fiume Foglia.

## Storia

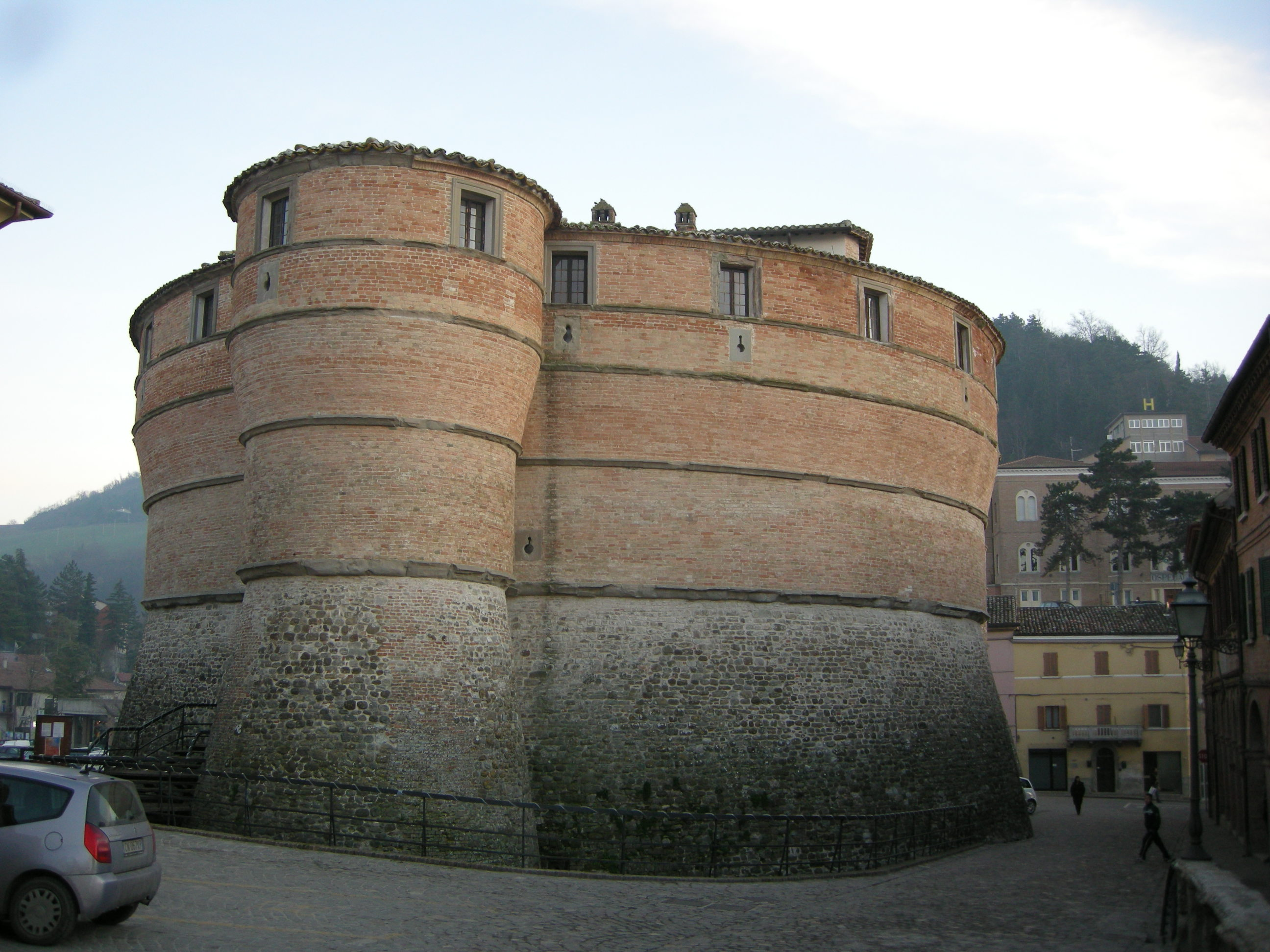

Fu costruita intorno al 1475 su progetto di Francesco di Giorgio Martini, nei primi anni del suo servizio come architetto ed ingegnere militare del duca Federico da Montefeltro. La fortezza appartenne comunque a Ottaviano degli Ubaldini, fratello del Duca, che aveva fama di mago e astrologo.
Durante la Seconda guerra mondiale la fortezza fu destinata a custodire con l'Operazione Salvataggio, oltre 10.000 capolavori d'arte provenienti da Venezia, Milano, Roma, Urbino, Pesaro, Fano, Ancona, Lagosta, Fabriano, Jesi, Osimo, Macerata, Fermo, Ascoli Piceno, (tra cui la Tempesta del Giorgione, la Città ideale e molte altre opere di famosi artisti tra cui Raffaello Sanzio, Piero della Francesca, Carlo Crivelli, Tiziano, Lorenzo Lotto, Paolo Uccello, Andrea Mantegna) che furono nascoste negli anni 1939 -1946 dal Sovrintendente alle belle arti delle Marche Pasquale Rotondi, per evitare che fossero prima bombardate dagli inglesi e francesi, poi che fossero trafugate dai nazisti in ritirata..
Per questo motivo oggi la rocca è detta anche l'Arca dell'Arte.

## Descrizione
La fortificazione fu costruita su preesistenze, tra cui un torrione che fu conservato e inserito nella facciata del cortile d'onore. La pianta, organizzata intorno ad un piccolo cortile interno, si distingue per la forma a tartaruga. Questo palese zoomorfismo si ricollega alle ricerche di Francesco di Giorgio circa l'antropomorfismo nell'architettura. La forma ottenuta è il complesso risultato dell'intersezione di forme convesse e si distacca sia dalle contemporanee fortificazioni della fase di transizione, caratterizzate da forme quadrangolari e torrioni circolari, sia delle successive fortificazioni alla moderna, con bastioni angolati. In effetti risulta un'opera assolutamente singolare e sperimentale anche all'interno dell'opera di Francesco di Giorgio.
Legata a numerosi aneddoti e leggende sull'alchimia, tra cui la sua forma zoomorfa che ricorda una tartaruga, ricorrente simbolo ermetico di perseveranza e saggezza, oggi la rocca ospita una biblioteca di esoterismo ed un laboratorio di alchimia con alambicchi e strumenti della Grande Opera.

## Teatro della Rocca

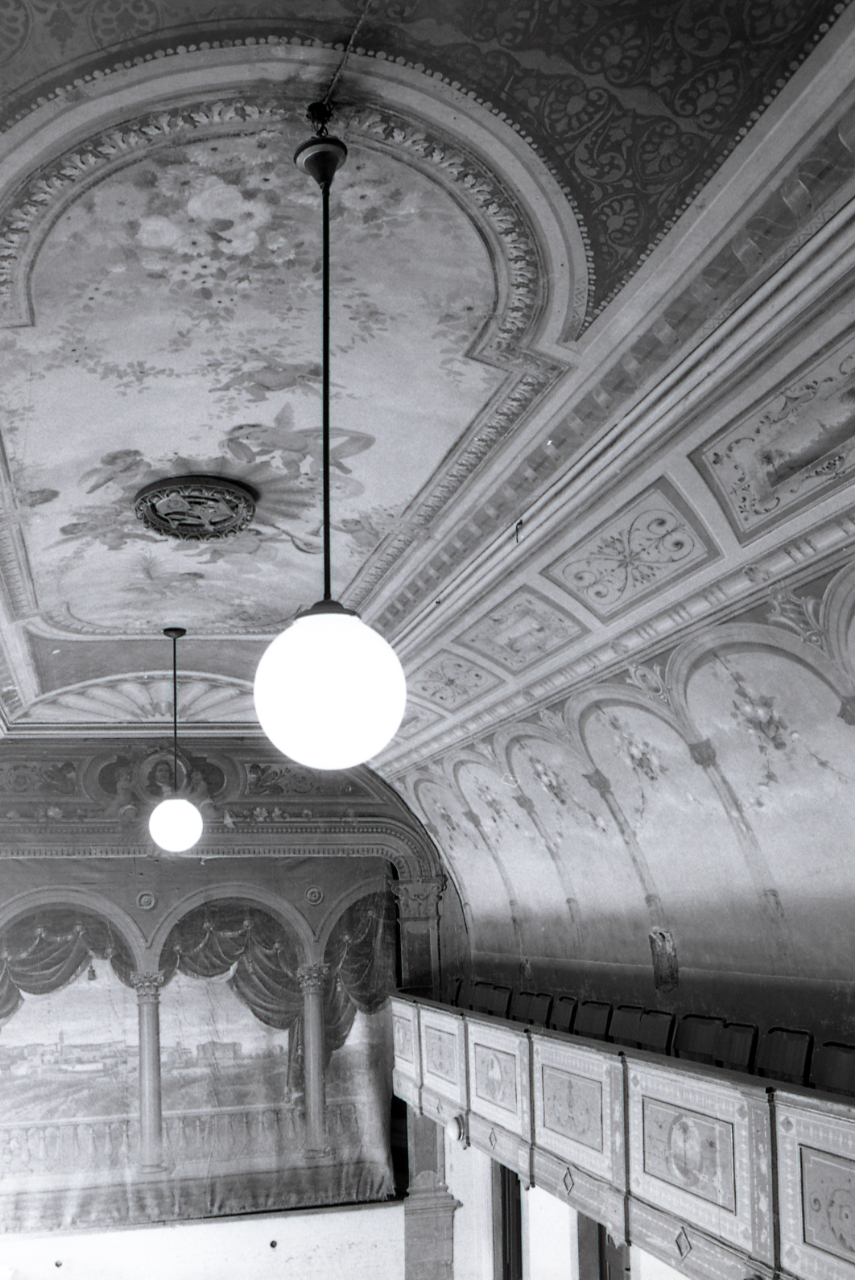
Il Teatro della Rocca (Foto di Paolo Monti del 1981)

Si tratta di un piccolo teatro ricavato in una delle sale più ampie della fortezza. Divenuto pubblico nel 1860, decorato sul finire del XIX secolo da Enrico Mancini.